# PTR

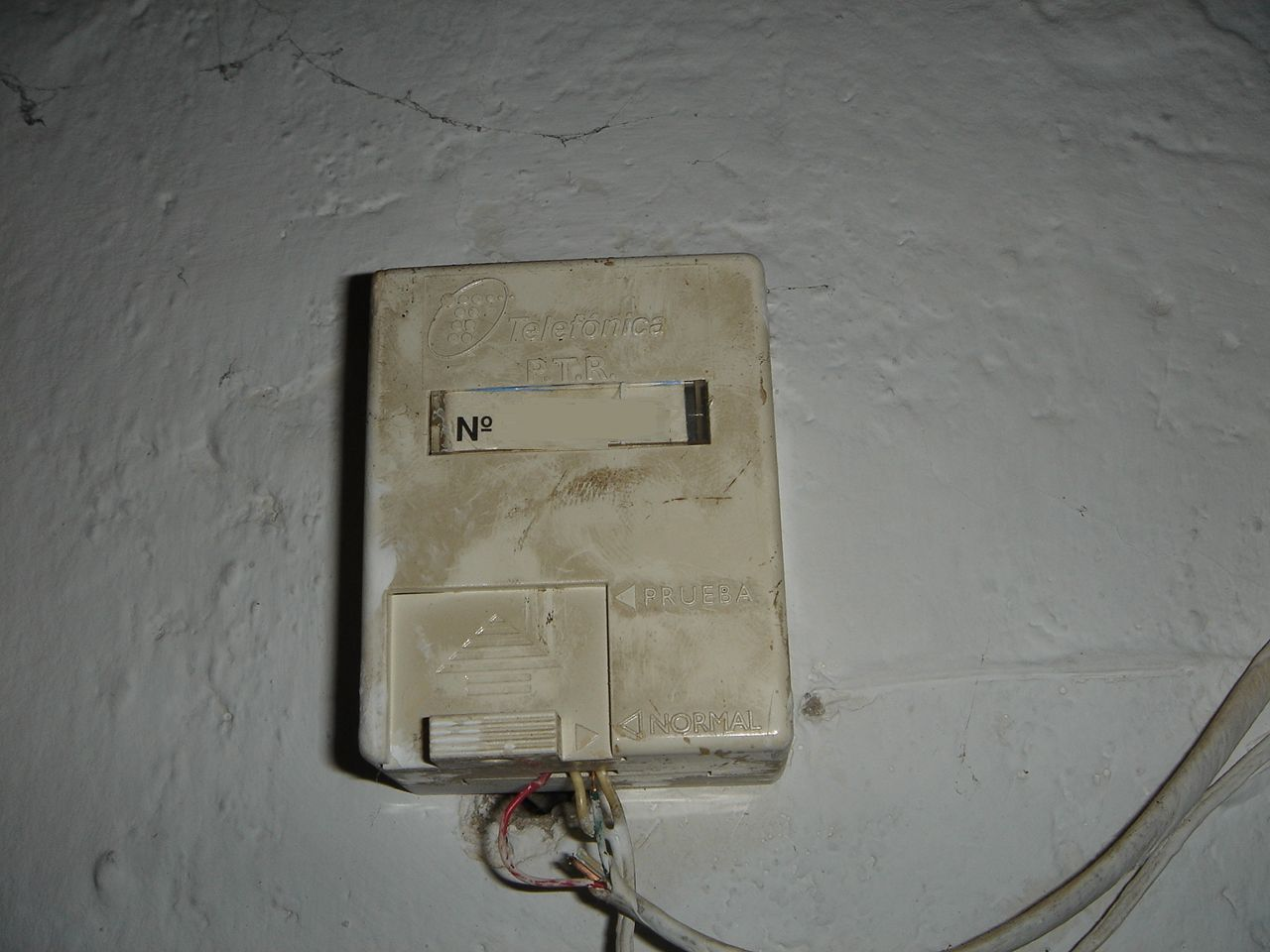
PTR de Telefónica.

El punt de terminació de xarxa, més conegut per les seves sigles en castellà PTR, és un caixetí d'uns 5 x 7 cm que es troba en el domicili de l'abonat i separa la xarxa interna de l'abonat de la línia exterior. Es considera part de la xarxa de l'operador de telefonia, i és just a partir d'ell on comença la propietat de l'abonat.
Té una tapa que, en obrir-la, alhora que desconnecta la instal·lació interior, deixa al descobert un connector RJ11 en el qual s'hi pot connectar un terminal telefònic. S'utilitza per a determinar si una avaria de la línia es localitza a la instal·lació interior (propietat del client) o a l'escomesa exterior (propietat de la companyia telefònica).
És el substitut del  punt de connexió de xarxa o PCR, i la diferència essencial de cara a l'usuari, és que el PTR no dona problemes amb els serveis ADSL, ja que no porta el dispositiu de telediagnòstic que provocava els problemes.

## PCR
El PCR o punt de connexió de xarxa era també una capseta de color blanc instal·lable en el punt d'entrada a l'edifici per empalmar el cable telefònic de la xarxa interior de l'edifici amb l'escomesa exterior.
El PCR incorporava un component de telediagnòstic que causava incompatibilitats amb els serveis ADSL, de manera que ja no s'instal·la. Actualment s'instal·len els PTR ( punt de terminació de xarxa) que són aparentment idèntics, però que no porten el citat mòdul.
La incompatibilitat del senyal ADSL amb el mòdul de telediagnòstic del PCR (usat antigament per Telefónica per diagnosticar avaries), era deguda al fet que incorporava un filtre passabaixos. El problema amb l'ADSL, rau en el fet que quan es té el mòdem connectat i es vol rebre una trucada, ambdós senyals estan en conflicte, el PCR limita l'amplada de banda de la línia, deixant passar només la veu i es mostra com una avaria.